# 涂水县
涂水县，中國古代县名。前514年由晋国設置，在今山西省晋中市榆次区西南。《左傳·昭公二十八年》記載魏獻子執政後，「分祁氏之田以為七縣」，以知徐吾為涂水大夫。《春秋輿圖》云：「涂水故縣在今榆次城西南二十里。」西汉为涂水乡。